# Bootsy Collins
William Earl "Bootsy" Collins (Cincinnati, Ohio, Estados Unidos; 26 de octubre de 1951) es un bajista y cantante estadounidense de funk, conocido especialmente por sus trabajos con James Brown y con las dos bandas estandarte de movimiento p-funk, Parliament y Funkadelic, ambas lideradas por George Clinton.

## Biografía
Nacido en Cincinnati, Estados Unidos, Bootsy Collins formó su primera banda, The Pacesetters en 1968, junto a su hermano Phelps "Catfish" Collins a la guitarra, Frankie "Kash" Waddy a la batería, y Philippe Wynne. Desde 1969 hasta 1971 la banda trabajó acompañando a James Brown, y acabaría siendo rebautizada como the J.B.'s. En 1972, Bootsy se unió al proyecto de George Clinton Parliament/Funkadelic, lanzando su proyecto paralelo Bootsy's Rubber Band cuatro años más tarde. Bootsy editó seis álbumes bajo el sello Warner Bros desde mediados de los 70 hasta principios de los 80, y en 1988 firma con Columbia para editar su álbum What's Bootsy Doin?. Desde entonces, el músico ha venido desarrollando una larga serie de colaboraciones con diferentes artistas y proyectos que ha culminado con la edición, en 2006 de su álbum de Navidad Christmas Is 4 Ever y con la fundación, en 2010 de su proyecto en línea "Funk University".
Junto a otros miembros de Parliament y Funkadelic, Bootsy Collins es, desde 1997, miembro del Rock and Roll Hall of Fame.

## Valoración y estilo
Bootsy Collins pasará a la historia del bajo eléctrico como uno de los pioneros del funk en el instrumento, particularmente por sus grabaciones con James Brown durante la década de los 60 y con Parliament y Funkadelic en la década de los 70. Pionero, junto con Larry Graham y Louis Johnson en la técnica del slap, el estilo de Collins, que recurre a menudo a patrones de semicorchea combinados con efectos percusivos de slap, ha contribuido a definir el lenguaje modernos de su instrumento dentro del estilo funk. Las líneas de bajo de Bootsy Collins suelen ocupar un lugar preeminente en la mezcla, dirigiendo el tema con un fuerte sentido del groove. Bootsy se caracteriza asimismo por el frecuente uso que ha hecho de efectos tipo auto-wah como el Mu-Tron III, contribuyendo notablemente a popularizar el uso de este tipo de dispositivos sintetizadores entre los bajistas.

## Equipo
Durante años Bootsy Colins ha empleado y ha hecho famoso un curioso instrumento, el legendario Space Bass de Warwick, con forma de estrella y hasta cinco pastillas, pero para las grabaciones ha usado frecuentemente un Fender Jazz Bass. La firma alemana Warwick presentó a finales de 2009 una versión de su modelo Infinity inspirada en las características estéticas del legendario instrumento de Collins.

## Discografía

### Como solista
- 1976 - Bootsy's Rubber Band - Stretchin' Out in Bootsy's Rubber Band - Warner Bros. Records
- 1977 - Bootsy's Rubber Band - Ahh... The Name Is Bootsy, Baby! - Warner Bros. Records
- 1978 - Bootsy's Rubber Band - Bootsy? Player of the Year - Warner Bros. Records
- 1979 - Bootsy's Rubber Band - This Boot is Made for Fonk-N - Warner Bros. Records
- 1980 - Bootsy Collins - Ultra Wave - Warner Bros. Records
- 1980 - Sweat Band - Sweat Band (album) - Sweat Band - Uncle Jam/Columbia Records
- 1982 - Bootsy Collins - The One Giveth, the Count Taketh Away - Warner Bros. Records
- 1988 - Bootsy Collins - What's Bootsy Doin'? - Columbia Records - Columbia
- 1990 - Bootsy's Rubber Band - Jungle Bass - 4th & Broadway
- 1992 - Praxis - Transmutation (Mutatis Mutandis) - Axiom (discográfica) - Axiom
- 1994 - Bootsy's New Rubber Band - Blasters of the Universe - Rykodisc
- 1994 - Zillatron - Lord of the Harvest - Rykodisc
- 1994 - Praxis - Sacrifist - Subharmonic
- 1995 - Bootsy's New Rubber Band - Keepin' Dah Funk Alive 4-1995 - Rykodisc
- 1997 - Bootsy Collins - Fresh Outta 'P' University - Warner Bros. Records - WEA/Black Culture
- 1998 - Bootsy's Rubber Band - Live in Louisville 1978 - Disky
- 2001 - Bootsy's Rubber Band - Live in Oklahoma 1976 - Funk To The Max
- 2002 - Bootsy Collins - Play With Bootsy - Warner Bros. Records - WEA International
- 2006 - Bootsy's New Rubber Band - Live In Concert 1998 - ABC Entertainment / A Charly Films Release
- 2006 - Bootsy Collins - Christmas Is 4 Ever - Shout Factory
- 2008 - Science Faxtion - Living on Another Frequency - Mascot Records
- 2009 - Bootsy Collins - The Official Boot-Legged-Bootsy-CD - Bootzilla
- 11 de abril de 2025 — Album of the Year #1 Funkateer [11]— Bootzilla

### Sencillos
| Año  | Título                                    | Posición en las listas |
| Año  | Título                                    | U.S. R&B Singles       |
| ---- | ----------------------------------------- | ---------------------- |
| 1976 | "I'd Rather Be With You"                  | 25                     |
| 1976 | "Stretching Out (In A Rubber Band)"       | 18                     |
| 1977 | "Can't Stay Away"                         | 19                     |
| 1977 | "Psychoticbumpschool"                     | 69                     |
| 1977 | "The Pinocchio Theory"                    | 6                      |
| 1978 | "Bootzilla"                               | 1                      |
| 1978 | "Hollywood Squares"                       | 17                     |
| 1979 | "Bootsy Get Live"                         | 38                     |
| 1979 | "Jam Fan (Hot)"                           | 13                     |
| 1980 | "Mug Push"                                | 25                     |
| 1981 | "F-Encounter"                             | 51                     |
| 1982 | "Body Slam!"                              | 12                     |
| 1982 | "Shine-O-Myte (Rag Popping)"              | 78                     |
| 1982 | "Take A Lickin' And Keep On Kickin'"      | 29                     |
| 1988 | "Party On Plastic (What's Bootsy Doin'?)" | 27                     |